# Tower of the Americas
Der Tower of the Americas ist ein 228,6 Meter hoher Aussichts- und Fernmeldeturm in San Antonio, Texas.
Der im Stadtzentrum stehende Turm wurde aus Anlass der Weltausstellung HemisFair '68 gebaut und 1968 fertiggestellt. Bis 1996 war er der höchste Aussichtsturm in den Vereinigten Staaten, seitdem übertrumpft ihn der Stratosphere Tower in Las Vegas, Nevada.
Über Aufzüge ist der Turm der Öffentlichkeit zugänglich. Die 184,4 Meter hoch gelegene Aussichtsplattform erreicht man in 42 Sekunden. Die Kanzel des Turms sitzt auf einem Drehteller und beherbergt ein Restaurant. Im Verlauf von 60 Minuten dreht sich die Kanzel einmal um die eigene Achse.
Der Turm dient seit den 1970er-Jahren auch als Sendeturm. Auf einem dann errichteten Stahlmast auf der Spitze des Turmes strahlen die UKW-Stationen ihre Signale ab. 2018 nutzten acht Radiostationen den Turm als Hauptsendestandort oder als Standort für kleine Repeater (low power FM repeater).